# Zuniga (geslacht)
Zuniga is een geslacht van spinnen uit de familie springspinnen (Salticidae).

## Soorten
De volgende soorten zijn bij het geslacht ingedeeld:
- Zuniga laeta (Peckham & Peckham, 1892)
- Zuniga magna Peckham & Peckham, 1892